# Флёстранд, Эйвинн
Э́йвинн Флёстранд (норв. Øyvinn Fløstrand) — норвежский кёрлингист.
В составе мужской сборной Норвегии участник двух чемпионатов мира (лучший результат — седьмое место в 1973).
Играл на позиции первого.

## Команды
| Сезон   | Четвёртый       | Третий      | Второй       | Первый           | Турниры           |
| ------- | --------------- | ----------- | ------------ | ---------------- | ----------------- |
| 1972—73 | Хельмер Стрёмбо | Пер Даммен  | Гейр Сёйланн | Эйвинн Флёстранд | ЧМ 1973 (7 место) |
| 1974—75 | Хельмер Стрёмбо | Кнут Бьонес | Ян Кольстад  | Эйвинн Флёстранд | ЧМ 1975 (8 место) |

(скипы выделены полужирным шрифтом)